# Генк Фрейзер
Генк Фрейзер (нід. Henk Fraser, нар. 7 липня 1966, Парамарибо) — нідерландський футболіст, що грав на позиції захисника, зокрема, за «Феєнорд» і національну збірну Нідерландів. По завершенні ігрової кар'єри — тренер.

## Клубна кар'єра
У дорослому футболі дебютував 1984 року виступами за команду клубу «Спарта», в якій за два сезони взяв участь у 12 матчах чемпіонату.
Постійним гравцем основного складу став вже у своїй наступній команді, «Утрехті», після двох сезонів в якій став гравцем «Роди» з Керкраде, де також протягом двох років був основним захисником.
1990 року перейшов до клубу «Феєнорд», за який відіграв дев'ять сезонів. За цей час двічі виборював титул чемпіона Нідерландів, чотири рази ставав володарем Кубка Нідерландів і двічі володарем Суперкубка Нідерландів. Завершив професійну кар'єру футболіста у «Феєнорді» у 1999 році.

## Виступи за збірну
1989 року дебютував в офіційних матчах за національну збірну Нідерландів. А вже наступного року поїхав у її складі на чемпіонат світу до Італії. На ЧС-1990 виходив на поле у заключній грі групового етапу проти ірландців, а його команда вибула з боротьби на стадії 1/8 фіналу.
Загалом протягом кар'єри у національній команді, яка тривала 4 роки, провів у її формі 6 матчів.

## Кар'єра тренера
Завершивши ігрову кар'єру, залишився у структурі «Феєнорда», де протягом 1999—2007 років тренував молодіжну команду.
2007 року став технічним асистентом у тренерському штабі клубу «АДО Ден Гаг». Обіймав цю посаду до 2014 року з перервою на роботою з молодіжною командою ПСВ протягом 2009–2011 років. 2014 року був призначений головним тренером «АДО Ден Гаг», тренував команду з Гааги два роки.
Згодом протягом 2016–2018 років очолював тренерський штаб клубу «Вітесс».
Влітку 2018 року очолив тренерський штаб роттердамської «Спарти», яка саме понизилася у класі до другого за силою Еерстедивізі. Допоміг команді здобути підвищення в класі і тренував її до відставки у квітні 2022. Паралельно у 2021—2022 роках був асистентом Луї ван Гала у тренерському штабі збірної Нідерландів.
Залишивши «Спарту», очолив команду «Утрехта», з яким уклав трирічний контракт. Утім вже наприкінці того ж року залишив клуб.

## Титули і досягнення

### Як гравця
- Чемпіон Нідерландів (2):

«Феєнорд»: 1992-1993, 1998-1999
- Володар Кубка Нідерландів (4):

«Феєнорд»: 1990-1991, 1991-1992, 1993-1994, 1994-1995
- Володар Суперкубка Нідерландів (2):

«Феєнорд»: 1991, 1999

### Як тренера
- Володар Кубка Нідерландів (1):

«Вітесс»: 2016-2017